# Itapura
Itapura este un oraș în São Paulo (SP), Brazilia.